# Сипнево (гміна)
Гміна Сипнево (пол. Gmina Sypniewo) — сільська гміна у центральній Польщі. Належить до Маковського повіту Мазовецького воєводства.
Станом на 31 грудня 2011 у гміні проживало 3479 осіб.

## Площа
Згідно з даними за 2007 рік площа гміни становила 128.58 км², у тому числі:
- орні землі: 73.00%
- ліси: 22.00%

Таким чином, площа гміни становить 12.08% площі повіту.

## Населення
Станом на 31 грудня 2011:
| Опис     | Загалом | Загалом | Чоловіки | Чоловіки | Жінки | Жінки |
| -------- | ------- | ------- | -------- | -------- | ----- | ----- |
| одиниця  | осіб    | %       | осіб     | %        | осіб  | %     |
| все      | 3479    | 100     | 1795     | 51.60    | 1684  | 48.40 |
| міське   | 0       | 100     | 0        |          | 0     |       |
| сільське | 3479    | 100     | 1795     | 51.60    | 1684  | 48.40 |

## Сусідні гміни
Гміна Сипнево межує з такими гмінами: Красносельц, Млинаже, Ольшево-Боркі, Плоняви-Брамура, Червонка.